# إكيليل أصغر
إكيليل أصغر (الاسم العلمي:Coronilla minima) هي نوع من النباتات يتبع جنس الإكيليل من الفصيلة البقولية.